# Confederació Internacional del Treball
La Confederació Internacional del Treball (CIT), en anglès ICL-International Confederation of Labour, és una nova confederació internacional de sindicats "anarcosindicalistes i revolucionaris" creada el 2018 a Parma (Itàlia). En efecte, el Congrés Fundacional de la CIT va tenir lloc en aquesta ciutat italiana entre els dies 11 i 14 de maig del 2018. Alguns dels principals sindicats fundadors, com la CNT espanyola, havien estat donats de baixa de l'Associació Internacional de Treballadors (AIT) el 2016; en certa manera, per tant, la CIT neix fruit de la divisió de la històrica AIT i com a alternativa a aquesta, al considerar que calia evitar un excés de burocratisme i calia obrir-se a col·laboracions amb altres sindicats revolucionaris encara que no es definissin com a estrictament anarcosindicalistes. En els seus documents, la CIT afirma enfrontar-se "al col·lapse ecològic, a la crisi permanent del capitalisme i a l'ascens del sectarisme, al fonamentalisme i al rebuig a la diversitat", motiu pel qual calen "projectes radicals de transformació (...) que no poden ser sinó revolucionaris" i, en conseqüència, la CIT adopta com a principis irrenunciables els de "la solidaritat, la lluita de classes, l'internacionalisme, la horitzontalitat i el federalisme, la independència, l'acció directa, l'antifeixisme i la protecció del medi ambient".
Entre els sindicats membres de la CIT hi ha l'espanyola Confederació Nacional del Treball (CNT), però també la italiana Unione Sindacale (USI) i l'argentina Federación Obrera Regional Argentina (FORA). A més, en són igualment membres la OZZIP polonesa, la FAU alemanya, la ESE grega, la IWW nord-americana i la IWW-Quebec.